# Servicio de Radiodifusión de las Fuerzas Británicas

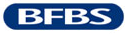
Logo de BFBS

El Servicio de Radiodifusión de las Fuerzas Británicas (en inglés: British Forces Broadcasting Service (BFBS)) ofrece programas de radio y televisión para las Fuerzas Armadas Británicas en todo el mundo. El control editorial es independiente del Ministerio de Defensa y las propias fuerzas armadas. Fue establecido por la Oficina de Guerra Británica (actual Ministerio de Defensa) en 1943.
Originalmente conocido como el Servicio de Radiodifusión de Fuerzas (Forces Broadcasting Service, FBS) , inicialmente estaba bajo el control del Servicio de Bienestar del Ejército Británico, con su primer esfuerzo, la Unidad de Transmisión de Medio Oriente, con sede en El Cairo.

## Radio
Durante y después de la Segunda Guerra Mundial se establecieron varias estaciones de radio para los militares británicos, algunas usando el nombre FBS, otras usando el nombre de British Forces Network (BFN), pero a principios de la década de 1960, todas adoptaron el nombre BFBS.
La radio de BFBS transmite para el personal de servicio y sus familias y amigos en todo el mundo con estudios de radio locales en Belice, Brunéi, Canadá, Chipre, Alemania, Gibraltar, las Islas Malvinas, Nepal y áreas operativas del estudio en Afganistán, así como algunas zonas del Reino Unido.
Actualmente, el servicio radial de la BFBS está conformado por 3 estaciones:
- BFBS the Forces Station - música contemporánea y radio comunitaria
- BFBS Radio 2 - música popular, noticias, actualidad y deportes
- BFBS Echauri Radio - programación para las unidades Echuri del ejército británico

Muchos de los programas en BFBS Radio 2 provienen de BBC Radio 4 y BBC Radio 7.

## Televisión
El servicio de televisión de BFBS comenzó en Celle, cerca de Hannover, en la entonces Alemania Occidental, el 18 de septiembre de 1975. En sus inicios, usó transmisiones grabadas de la BBC y la ITV, enviadas a Alemania desde Londres y retransmitidas usando transmisores UHF de baja potencia. Las transmisiones en vivo de noticias y deportes comenzaron en 1983, utilizando un enlace de microondas entre el Reino Unido y la República Federal de Alemania, que se extendía hasta Berlín Occidental.
La mayoría de los programas provienen de la BBC, ITV, Channel 4, Channel 5 y Sky. BFBS también tiene sus propios programas, incluido el boletín de noticias diario British Forces News y el programa para niños Room 785.